# Рехвиашвили, Василий Виссарионович
Василий Виссарионович Рехвиашвили — советский хозяйственный, государственный и политический деятель.

## Биография
Родился в 1911 году в Грозном. Член КПСС.
С 1935 года — на хозяйственной, общественной и политической работе. В 1935—1988 гг. — инженер-нефтяник, управляющий трестом, начальник объединения, управляющий треста «Сургутбурнефтьзам», заместитель начальника объединения по вышкостроению «Запсиббурнефть», начальник центральной научно-исследовательской лаборатории объединения «Сургутнефтегаз»
За разработку и внедрение комплекса технико-технологических и организационных решений, обеспечивших в сложных природно-климатических условиях высокие темпы разбуривания нефтяных месторождений Западной Сибири и ускоренное создание нового нефтедобывающего района был в составе коллектива удостоен Государственной премии СССР в области техники 1972 года.
Умер в Самаре в 1995 году.